# Crazyracing Kartrider
Crazyracing Kartrider (Koreaans: 크레이지레이싱 카트라이더) is een spel dat oorspronkelijk ontstaan is in Zuid-Korea onder de naam PopKart.
Crazyracing Kartrider is een online racespel voor meerdere spelers. Het spel is ontwikkeld door Nexon.

## Versies
Er zijn drie versies van het spel bekend. De Koreaanse versie, de Chinese versie (bekend als PopKart) en een van 2007 tot maart 2008 lopende Engelse bètaversie, ook wel global version genoemd.

## Tracks en thema's
De tracks in het spel zijn verdeeld over Speed tracks (snelheid), Item tracks (verzamelen van items) en Flag tracks (afval races). Er zijn verschillende tracks met elk hun eigen thema.
De volgende thema's zijn beschikbaar:
- Arctic Rim (Koreaans:아이스리온 랜드, Icerion Land)
- Desert Drift (Koreaans:베거이 사막, Beguy Desert)
- Frenzy Forest (Koreaans:플루피 숲, Floopy Forest)
- Zoomtown (Koreaans:붐힐마을, Boomhill Village)
- Creepy Hollow (Koreaans:공동묘지, Cemetery)
- Zerostone Mine (Koreaans:제로스톤 광산)
- Northeu (Koreaans:노르테유)
- Mystpole Factory (Koreaans:미스트폴 팩토리)
- Pirate (Koreaans:붐남해의 해적)
- Fairyland "Pretion" (Koreaans:동화나라 프레티온)
- Moonhill City (Koreaans:문힐 시티)
- Golden Adventure Or-ette (Koreaans:황금문명 오르에트)
- China Theme (Alleen beschikbaar in de Koreaanse en Chinese versie)